# 朱莉·布拉克斯塔
朱莉·布拉克斯塔（挪威語：Julie Blakstad；2001年8月27日—），挪威女子职业足球运动员，司职中场，目前效力于哈马比足球俱乐部和挪威国家女子足球队。她曾代表挪威参加2022年欧洲女子足球锦标赛和2023年国际足联女子世界杯等多场国际赛事。